# Elviro Raimondi
Elviro Raimondi (Napoli, 11 aprile 1867 – Capri, 1920) è stato un pittore italiano.

## Biografia
Studiò dapprima lettere, ma poi si trasferì al Regio Istituto di Belle Arti di Napoli, dove studiò disegno con Stanislao Lista, e pittura e un corso di decorazione con Ignazio Perricci. Nel 1892 espose alla Promotrice di Napoli una tela a olio intitolata Mal tempo. Nel 1888 espose alla Mostra Italiana tenutasi a Londra un dipinto intitolato Molo di Napoli, acquistato dall'artista Carlo Stoppani, e alla Promotrice di Napoli un quadro intitolato Sulla Via di Minori, acquistato dal pittore Hans Borchardt, e una mezza figura a olio intitolata Olga. Insegnò per due anni all'Ateneo Chierchia di Ottaviano e produsse acquerelli e ventagli decorati da vendere.
Trascorreva gran parte dell'anno a Capri, dove produceva quadri che spesso vendeva ai turisti in visita. All'Esposizione Nazionale di Palermo del 1891-1892 espose Ad Amalfi e Studio dal Vero. All'Esposizione Nazionale di Belle Arti della Società Amatori e Cultori di Belle Arti di Roma del 1895-96 espose Una via di Amalfi.
La Pinacoteca metropolitana di Bari conserva cinque suoi dipinti.